# 佐久間製菓

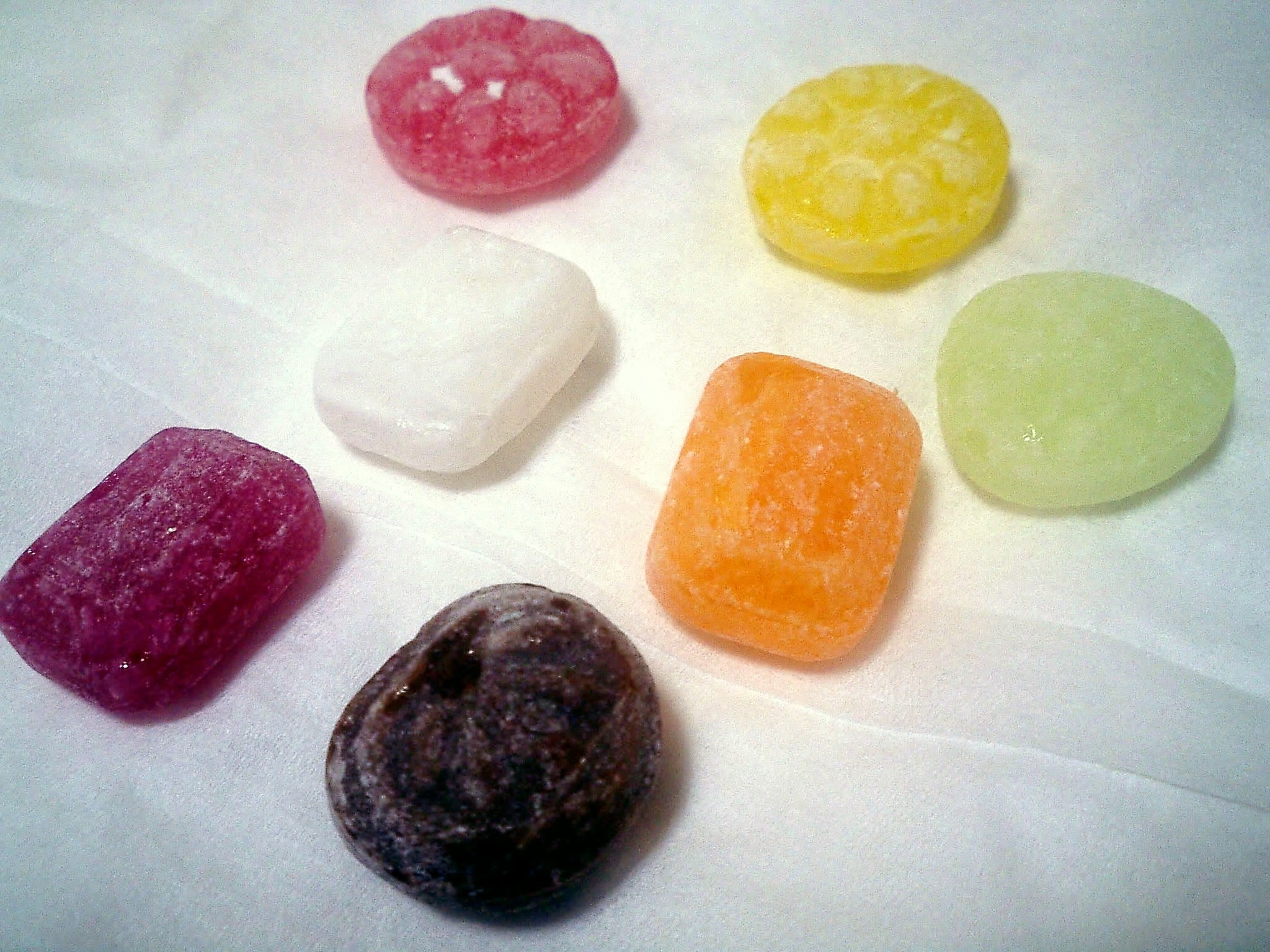
ドロップ「サクマ式ドロップス」

佐久間製菓株式会社（さくませいか）は、かつてドロップなどのキャンディ類を製造・販売していた企業である。東京都豊島区池袋に本社を置き、東京都八王子市に工場を持っていた。2023年1月に廃業し、現在は法人格のみが残っている。

## 沿革
- 1908年 - 佐久間惣次郎商店として創業。サクマ式ドロップスの製造を開始。
- 1913年 - 「缶入りドロップス」を発売。
- 1920年 - 佐久間製菓株式会社を設立。
- 1938年 - 山田弘隆が社長に就任。
- 1944年11月 - 企業整備令により廃業。
- 1948年11月10日 - 横倉信之助が東京都豊島区池袋に佐久間製菓株式会社を再興。
- 1958年 - 日本で初めての天然果汁入りキャンディ「キャンロップ・カクテル」を開発。
- 1962年 - 厚生省許可「佐久間の咳止めボンボン」を開発。
- 1969年 - 東京都八王子市に八王子工場を建設。
- 1988年
  - 東京都豊島区池袋に本社ビル完成。
  - アニメ映画「火垂るの墓」の公開を記念して復刻版を発売。
  - 高果汁キャンディ「Newキャンロップ」発売。
- 2023年1月20日 - 安価製品との競合、新型コロナウイルス感染症（COVID-19）流行の影響による販売減、原材料・エネルギー価格の高騰、人員確保の問題などが要因となり、廃業[2]。

## 事業所
- 本社 - 東京都豊島区池袋2-51-13
- 八王子工場 - 東京都八王子市東浅川町503
- 大阪営業所 - 大阪府大阪市中央区瓦屋町1-5-20

## 製品
- サクマ式ドロップス
- サクマ式ハッカドロップス
- キャンロップ・ヨーグルト

## サクマ製菓との違い
2023年1月21日以降も現存するサクマ製菓株式会社と佐久間製菓株式会社の2社は、前身企業を同じくしているが、戦時中に廃業になっていた会社を再建するために旧社の幹部がそれぞれ別々に会社を立ち上げてそれぞれ独立した経営を行っていた。その為、資本関係と人的関係はほとんどなかった。
- サクマ製菓は容器として緑色の缶などが使われている「サクマドロップス」、「いちごみるく」等の発売元である。
- 佐久間製菓は容器として赤色の缶などが使われている「サクマ式ドロップス」、「キャンロップ」等の発売元であった。

なお、サクマ製菓と佐久間製菓は「サクマ式ドロップス」の商標取得を巡り裁判となったが、佐久間製菓がこの商標を取得することになり、サクマ製菓は「サクマドロップス」の商品名でドロップを販売することになった経緯がある。なお、両社は後に和解したため、「サクマ式ドロップス」の商標は2社が共同保有する形態をとっている。